# Малодисковый электрический скат
Малодисковый электрический скат (лат. Tetronarce microdiscus) — возможный вид скатов из семейства гнюсовых отряда электрических скатов. Это хрящевые рыбы, ведущие донный образ жизни, с крупными, уплощёнными грудными и брюшными плавниками, образующими диск, коротким и толстым хвостом, двумя спинными плавниками и хорошо развитым хвостовым плавником. Подобно прочим представителям своего семейства способны генерировать электрический ток. Обитают в юго-восточной части Тихого океана на глубине до 280 м. Максимальная зарегистрированная длина 36,6 см. Размножаются яйцеживорождением. Не представляют интереса для коммерческого рыболовства. 

## Таксономия
Впервые новый вид был описан в 1985 году советскими ихтиологами Николаем Париным и Александром Котляром как Torpedo microdiscus. Голотип представляет собой самца длиной 27,4 см, а паратип — самца длиной 36,6 см.
Видовое название происходит от слов  μικρός — «малый» и лат. discus — «диск». Согласно некоторым источникам, насканский электрический скат (T. semipelagica) является синонимом малодискового электрического ската. Единственным отличием в описании этих двух видов является положение начала основания брюшных плавников относительно основания грудных плавников. Если эти виды будут признаны синонимами, малодисковый электрический скат является приоритетным названием, поскольку в оригинальном источнике он описан раньше (на 709 странице, а насканский электрический скат на 714). Красная книга МСОП рассматривает малодискового электрического ската как младший синоним чилийского электрического ската (T. tremens).

## Ареал
Малодисковые электрические скаты обитают в юго-восточной части Тихого океана к западу от Чили. Они встречаются в открытом море и у подводных вершин на глубине от 180 до 280 м.

## Описание
Грудные плавники этих скатов формируют диск. По обе стороны головы сквозь кожу проглядывают электрические парные органы в форме почек. Позади маленьких глаз расположены брызгальца. На нижней стороне диска расположены пять пар жаберных щелей.
Хвост короткий и толстый, оканчивается небольшим треугольным хвостовым плавником. Максимальная зарегистрированная длина 36,6 см.

## Биология
Подобно прочим представителям своего отряда малодисковые электрические скаты способны генерировать электричество. Они размножаются яйцеживорождением. 

## Взаимодействие с человеком
Эти скаты не представляют интереса для коммерческого рыболовства. В качестве прилова, вероятно, могут попадаться при коммерческом промысле.